# Café Central (série de televisão)
Café Central é uma série de televisão portuguesa animada em que 6 personagens falam sobre os temas do próprio dia. A série estreou a 9 de maio de 2011, na RTP2, e concluiu a transmissão a 30 de julho de 2012.

## História
As personagens conversam sobre temas da actualidade (do próprio dia) sentados num balcão de um café, de entre os assuntos falados, estão casamento real entre o príncipe William e Kate Middleton, a beatificação de João Paulo II, a morte de Osama Bin Laden, o Dia do Trabalhador e os jogos de futebol do Benfica.
Num dos episódios, Gina representa uma prostituta brasileira, assunto que foi alvo de acusações, tendo um dos criadores do programa respondido: "Não queríamos desprezar a imagem da mulher brasileira, mas não podemos ignorar a realidade. Nem todos os portugueses são padeiros também". Foi mesmo apresentada uma queixa na Entidade Reguladora da Comunicação (ERC), por um grupo de entidades e mulheres brasileiras residentes em Portugal, mas a ERC acabou por não dar seguimento à queixa.

## Personagens
- Félix (narrado por José Pestana) é um estudante universitário que tem um blog.
- Águas (narrado por André Brito) um taxista que gosta de enganar os clientes para ganhar mais dinheiro e que discute com Silva porque são de clubes rivais.
- Sr. Silva (narrado por Pedro J. Ribeiro) é o dono do Café central, ele é do futebol clube do Porto ele é o melhor amigo de bejecas e ele gosta de Gina.
- Conde (narrado por Tiago Boto) é um banqueiro e ele diz que tem um banco que é dele.
- Gina (narrado por Rita Lagarto) diz que trabalha na zona de consultadoria, Silva chama-lhe "safardanas" ela é uma das habituais clientes do café central.
- Bejecas (narrado por José Pestana) que gosta muito de álcool, nas férias de Verão todos  pensavam que ele passou o mês sentado sem fazer nada mas ele foi à despensa do café e tinha lá vinho tinto.
- Cátia Vanessa (narrado por Rita Lagarto) aparece na terceira temporada substituindo Gina.